# Никольская слободка (Киев)
Нико́льская слобо́дка (укр. Микільська слобідка) — историческая местность в районе Киева, поселение на левом берегу Днепра. Расположена между современными улицами Евгена Маланюка и Каховской. Известна с XV века как «земля полукняжеская».
В этой местности находилось поселение:
С 1508 года — собственность Пустынно-Никольского монастыря (отсюда и её название).
С XVIII века — рабочее поселение (преимущественно работников завода «Арсенал»).
С 1903 года — административный центр Никольско-Слободской волости Остерского уезда Черниговской губернии.
Имела три уголка — Пожарище, За кладбищем, Дачная.
25 апреля 1910 года здесь в Николаевской церкви обвенчались Николай Гумилёв и Анна Ахматова.
С октября 1923 года входит в границы Киева. Во время Великой Отечественной войны была сожжена гитлеровскими оккупантами.
В 1970-е годы бо́льшую часть строений Никольской слободки снесли, на её месте построен Левобережный жилой массив.